# Diopsyd
Diopsyd – minerał z grupy krzemianów zaliczany do grupy piroksenów. Jest minerałem pospolitym i szeroko rozpowszechnionym.
Nazwa pochodzi od gr. dis = podwójnie, podwójny i òpsè = twarz, wygląd, w odniesieniu do dwóch sposobów orientowania się graniastosłupa.

## Właściwości
Zazwyczaj tworzy kryształy o pokroju słupkowym, o prawie kwadratowym przekroju. Często tworzy zbliźniaczenia. Występuje w skupieniach ziarnistych, zbitych, skorupowych, pręcikowych, igiełkowych. Piękne kryształy spotykane są w druzach i szczelinach, gdzie tworzą szczotki krystaliczne. Jest kruchy, przezroczysty. Z hedenbergitem tworzy kryształy mieszane – szereg izomorficzny

### Odmiany
- hedenbergit – odmiana bogata w żelazo.
- johannsenit – odmiana zawiera mangan.
- diallag – odmiana podobna z wyglądu do brązu, doskonale łupliwa.
- wiolan – bardzo rzadka odmiana barwy niebieskiej lub fioletowej.
- malacolit, diopsyd chromowy, mussit, alalit, diopsyd gwiaździsty – wykazuje efekt kociego oka, salit, lavrovit.

## Występowanie
Jest to powszechny minerał skał metamorficznych bogatych w wapń. Występuje w niektórych amfibolitach i Eklogitach. W skałach magmowych jest rzadko spotykany. Współwystępuje z takimi minerałami jak: wezuwian, granat, wollastonit, tremolit, aktynolit, zoisyt, epidot, prehnit, beryl.
Miejsca występowania: Niemcy – w Rudawach, Austria – w Wysokich Taurach, Włochy – w Piemoncie oraz przy Wezuwiuszu, Rosja – na Uralu.
W Polsce – na Dolnym Śląsku, w Górach Izerskich i na Przedgórzu Sudeckim.

## Zastosowanie
- diopsydem interesują się głównie kolekcjonerzy minerałów
- ma znaczenie naukowe
- przezroczyste kryształy używane są do wyrobu biżuterii.

## Galeria

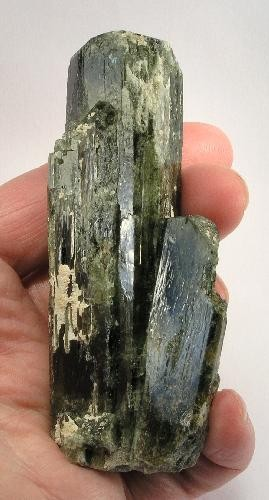
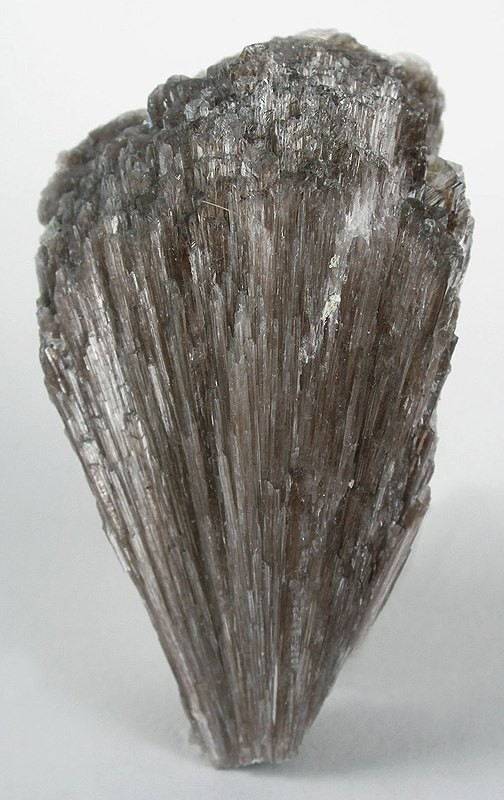
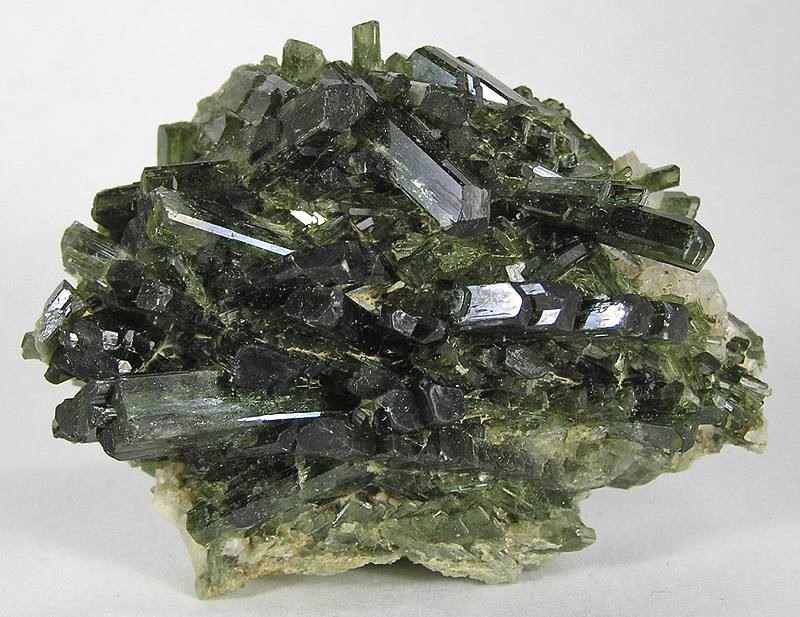
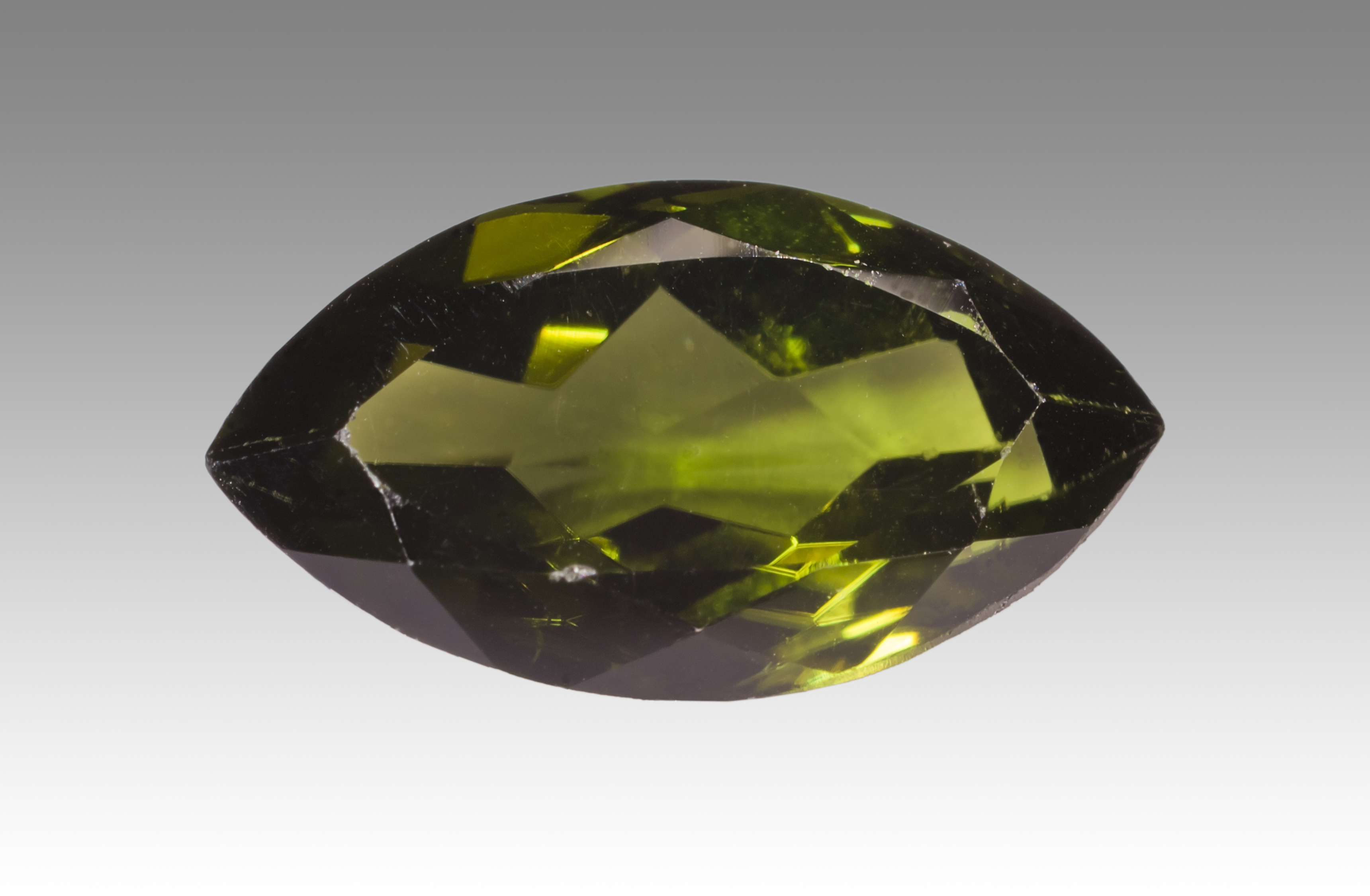